# Hériban
Un hériban (du bas-latin heribannum) est à l'époque mérovingienne une convocation pour un service militaire. Plus tard, le nom couvre par glissement :
- une amende payée pour se soustraire à la convocation (ou ban) au service militaire, qui est obligatoire pour les hommes libres en état de porter les armes en cas de guerre nationale ou de danger imminent pour le royaume (lantuweri)[3];
- un impôt levé à des fins de guerre[4].

La loi franque fixe le montant de l'amende à 60 sols. Elle ne peut être réglée qu'en or, argent ou « choses qui puissent être de quelque utilité à la guerre » (manteaux, armes, animaux, troupeaux, et non pas terres ou fermes). Qui ne peut la payer doit se mettre en gage au service du roi jusqu'à complet paiement ; la dette s'éteint avec le décès du débiteur. Un seigneur peut l'acquitter pour ceux de ses vassaux auxquels il interdirait de rejoindre l'ost. Ceux qui ont déjà servi dans une campagne précédente pouvaient être exemptés d'hériban. Celui qui ne se soumet pas à l'appel à l'ost est susceptible de condamnation, ou bien de privation de ses terres. 